# 桔梗野工業団地
桔梗野工業団地（ききょうのこうぎょうだんち）とは、青森県八戸市の町名である。

## 概要
八戸桔梗野工業団地は、八戸市の北部に位置する工業団地である。地内は桔梗野工業団地1丁目から3丁目まであり、人口3人が居住する工業専用地域である。四方を市川町に囲まれており、地内の南には八戸駐屯地に接し、東には太平洋が近接する。鉄道の駅は無いが、地内を東西に都市計画道路3・3・8号（青森県道29号八戸環状線・4車線）が結び、東に青森県道19号八戸百石線、西に青森県道8号八戸野辺地線、国道45号が南北に通る。
桔梗野工業団地は1982年に建設された工業団地で、製造業や運輸業を中心として約60社が立地し、約2000人が就労している。団地面積は831,962 m2、そのうち工業用地は650,949 m2に及ぶ。地区の西側には工業技術の習得を図るための職業能力開発校として青森県立八戸工科学院が立地している。
このほか、地内からは7000年前のものと見られる長七谷地貝塚が、工業団地造成の際に発見されている。

## 世帯数と人口
2017年（平成29年）4月30日現在の世帯数と人口は以下の通りである。
| 丁目                 | 世帯数 | 人口 |
| -------------------- | ------ | ---- |
| 桔梗野工業団地二丁目 | 2世帯  | 2人  |
| 桔梗野工業団地三丁目 | 1世帯  | 1人  |
| 計                   | 3世帯  | 3人  |

## 歴史
- 2005年（平成17年）11月19日 - 桔梗野工業団地地区の住居表示が実施され、大字市川町の一部が桔梗野工業団地一丁目から三丁目となる[3][4]。

### 町名の変遷
| 実施後               | 実施年月日     | 実施前（各字ともその一部）                                                       |
| -------------------- | -------------- | -------------------------------------------------------------------------------- |
| 桔梗野工業団地一丁目 | 2005年11月19日 | 大字市川町字長七谷地                                                             |
| 桔梗野工業団地二丁目 | 2005年11月19日 | 大字市川町字長七谷地、字吹上、字堤下、字水目沢、字上水目沢、字下水目沢、字桔梗野 |
| 桔梗野工業団地三丁目 | 2005年11月19日 | 大字市川町字長七谷地、字壁取下、字吹上、字堤下                                   |

## 施設

### 職業訓練
- 青森県立八戸工科学院

### 公的施設
- 八戸自動車検査登録事務所
- 社団法人青森県自動車整備振興会 八戸支所
- 東北運輸局青森運輸支局 八戸自動車検査登録事務所
- 協同組合八戸金属工業センター
- 八戸企業団地協同組合

### 工業
- 大陽日酸株式会社八戸営業所
- 株式会社ライケット 精米工場
- 第一開明株式会社八戸営業所
- 株式会社戸田久八戸営業所
- 東洋水産株式会社 八戸営業所
- マルヨ水産株式会社 桔梗野工場
- 八戸東洋株式会社 桔梗野工場
- 共栄食鳥株式会社
- 有限会社榎本商店
- 有限会社ニンベン榎本商店
- アンデス産業株式会社
- 有限会社富士工業リース
- 株式会社青南商事八戸支店
- 青森通運株式会社 ターミナル
- 幸栄運輸株式会社八戸営業所
- 株式会社中央トラック運送
- 東北福山通運株式会社八戸支店
- 八戸通運株式会社
- 八通運輸株式会社
- 丸大運輸株式会社八戸営業所
- 武蔵貨物自動車株式会社八戸支店
- 株式会社百石貨物運送
- 株式会社八洲陸運八戸営業所
- ヤマツトラックターミナル
- 青森秋田引越専門協同組合 八戸センター
- ハトのマークのひっこし専門八戸センター
- カクイ貨物急送有限会社
- 株式会社辻野 桔梗野物流センター
- 菱重コールドチェーン株式会社
- 有限会社成家パッケージ工業八戸工場
- 有限会社久保市精型
- 細越室内木工
- 有限会社堀切木工店装
- 日立建機レック株式会社八戸営業所
- キャタピラー八戸営業所
- ハイビック市売株式会社
- 八戸北インター木材市場
- 有限会社共伸石材工業
- NSエンジニアリング株式会社東北支店八戸駐在所
- 株式会社高橋製作所 桔梗野工場
- 株式会社ヤマサキ八戸営業所
- 有限会社マルフク
- 八戸ニチアス工事株式会社本社
- 船越エンジニア工業株式会社
- 横浜メタライズ株式会社 八戸工場
- 三並建設株式会社 八戸工事事務所
- 株式会社南部架設
- 日本地工株式会社八戸工場
- 八戸ハイテック株式会社
- 南部電機株式会社 桔梗野団地営業所
- エムエス工業株式会社
- 東北資材工業株式会社 八戸事業所
- 株式会社川本第一製作所青森営業所
- 東北小松フォークリフト株式会社八戸支店
- 軽鐵加工株式会社
- 日清産業
- 北辰工業株式会社鋼材曲げ加工工場
- 後村木型製作所
- 株式会社東北鋳鋼
- 内山鉄工有限会社
- 有限会社光洋鉄工
- 有限会社下沢工業所
- 株式会社高砂重工
- 有限会社ハシバ機工
- 有限会社原田組鉄工
- オーツカ鉄鋼販売株式会社八戸支店
- ヒロセ東北株式会社青森支店
- 丸紅建材リース株式会社八戸出張所
- 渡辺パイプ株式会社青森サービスセンター
- 青森いすゞ自動車株式会社 八戸支店
- 株式会社キクチ商会 桔梗野工場
- 東北オートリサイクルセンター
- トヨタモビリティパーツ株式会社北東北統括支社
- 富士工業整備工場
- 株式会社青森インフォメーションサービス八戸営業所
- 株式会社文展美術印刷

### その他
- サンライズはちのへ
- 花ビューティー